# Alive III
| 전문가 평가 | 전문가 평가 |
| 평가 점수   | 평가 점수   |
| 출처        | 점수        |
| ----------- | ----------- |
| Allmusic    | [ 1 ]       |
| Q           | [ 2 ]       |

《Alive III》는 1993년 5월 18일, 미국의 하드 록 밴드 키스가 발매한 라이브 음반이다. 이 작품은 《Alive》 시리즈의 세 번째 작품이다. 《Alive III》의 녹음은 1992년 밴드의 《Revenge》 투어 동안 클리블랜드, 디트로이트, 인디애나폴리스에서 여러 날짜에 걸쳐 이루어졌다. 그것은 1994년에 골드로 인증되었다.

## 배경
《Alive III》는 1977년 《Alive II》 이후 처음으로 발매된 라이브 음반이며, 1984년 《Animalize Live Uncensored》 콘서트 영화 이후 처음으로 발매된 라이브 음반이다. 〈I Was Made For Lovin' You〉의 녹음은 실제로 밴드의 사운드 체크 중 하나에서 녹음되었지만, 관객들이 "라이브"로 보이게 하기 위해 이 곡에 오버더빙을 가했고, 이로 인해 《Alive III》의 다른 많은 곡들이 시리즈의 첫 두 음반에서 그랬던 것처럼 오버더빙될 수 있다는 추측이 제기되었다.
이 음반은 1996년 후반에 발매된 《Kiss Unplugged》를 제외하고 그룹의 비메이크업 시대에 발매된 유일한 라이브 키스 음반이다. 《Alive II》를 녹음하는 동안 키스는 《Alive!》의 노래를 복제하는 것을 원하지 않았지만, 《Alive III》의 일부 곡들은 이전 라이브 음반의 복제곡들이다. 예를 들어, 〈Rock and Roll All Nite〉는 《Alive!》에서 공연되었고, 《Alive II》에서는 공연되지 않았다. 오리지널 라인업이 돋보였던 이전 두 음반과는 다른 라인업이 돋보이는 첫 키스 라이브 음반이기도 하다.
《Alive III》의 라이너 노트에는 1973년부터 1993년까지의 다양한 키스 라인업을 보여주는 가계도와 당시 키스 멤버와 전 멤버가 속해 있던 밴드가 포함되어 있다. 이 곡은 이 밴드의 일본 팬클럽에 의해 디자인되었다. 블랙 사바스(에릭 싱어는 1986년~1987년에 드럼을 쳤다)의 토니 아이오미는 1986년부터 1987년까지 토미라고 불렸다. 이 노트들은 또한 〈Watchingin' You〉가 키스의 작품이라고 잘못 주장했고, 〈I Wased for Lovin' You〉는 《Dressed to Kill》에서 〈I Was Made for Lovin' You〉라고 주장했다. 《Alive III》의 재발매 (《Kiss Alive! 1975–2000》 박스 세트의 일부로서)는 이 음반의 오리지널 국제 CD와 미국 바이닐 버전과 일치하는 추가 트랙 〈Take It Off〉를 포함하고 있다.

## 곡 목록
| #   | 제목                                 | 작사·작곡                           | 리드 보컬      | 재생 시간 |
| --- | ------------------------------------ | ----------------------------------- | -------------- | --------- |
| 1.  | 〈Creatures of the Night〉           | 폴 스탠리, 애덤 미첼                | 스탠리         | 4:40      |
| 2.  | 〈Deuce〉                            | 진 시몬스                           | 시몬스         | 3:43      |
| 3.  | 〈I Just Wanna〉                     | 스탠리, 비니 빈센트                 | 스탠리         | 4:24      |
| 4.  | 〈Unholy〉                           | 시몬스, 빈센트                      | 시몬스         | 3:27      |
| 5.  | 〈Heaven's on Fire〉                 | 스탠리, 데스몬드 차일드             | 스탠리         | 4:15      |
| 6.  | 〈Watchin' You〉                     | 시몬스                              | 시몬스         | 3:35      |
| 7.  | 〈Domino〉                           | 시몬스                              | 시몬스         | 3:47      |
| 8.  | 〈I Was Made for Lovin' You〉        | 스탠리, 차일드, 비니 폰시아         | 스탠리         | 4:32      |
| 9.  | 〈I Still Love You〉                 | 스탠리, 빈센트                      | 스탠리         | 6:03      |
| 10. | 〈Rock and Roll All Nite〉           | 스탠리, 시몬스                      | 시몬스         | 3:32      |
| 11. | 〈Lick It Up〉                       | 스탠리, 빈센트                      | 스탠리         | 4:18      |
| 12. | 〈Forever〉                          | 스탠리, 마이클 볼튼                 | 스탠리         | 3:53      |
| 13. | 〈Take It Off〉                      | 스탠리, 밥 에즈린, 케인 로버츠      | 스탠리         | 6:04      |
| 14. | 〈I Love It Loud〉                   | 시몬스, 빈센트                      | 시몬스         | 3:20      |
| 15. | 〈Detroit Rock City〉                | 스탠리, 에즈린                      | 스탠리         | 5:30      |
| 16. | 〈God Gave Rock 'n' Roll to You II〉 | 스탠리, 시몬스, 에즈린, 러스 발라드 | 스탠리, 시몬스 | 5:22      |
| 17. | 〈Star-Spangled Banner〉             | 프랜시스 스콧 키                    | 기악           | 2:40      |

## 인증
| 국가                       | 인증 | 판매량/출하량 |
| -------------------------- | ---- | ------------- |
| 캐나다 (뮤직 캐나다)       | 골드 | 50,000^       |
| 미국 (RIAA)                | 골드 | 500,000^      |
| ^출하량을 기반으로 한 인증 |      |               |